# 天道盟汐止會
天道盟汐止會，是臺灣三大犯罪組織之一的天道盟旗下的分會，並所屬於天鷹會。

## 簡介
汐止會；主要活動範圍在汐止一帶。為羅指示其嫡系「楊志成」所成立的。綽號「奧弟」的楊志成曾經涉及臺北縣（今新北市）汐止地區多起持槍恐嚇討債及槍擊案件，因此被警方提報為治平對象。2000年7月，楊志成等人疑似在同年的2月間涉汐止華南銀行搶案被逮捕。

## 高層幹部
- 會長：楊志成（綽號「奧弟」）
- 副會長：